# Antibolivianismo

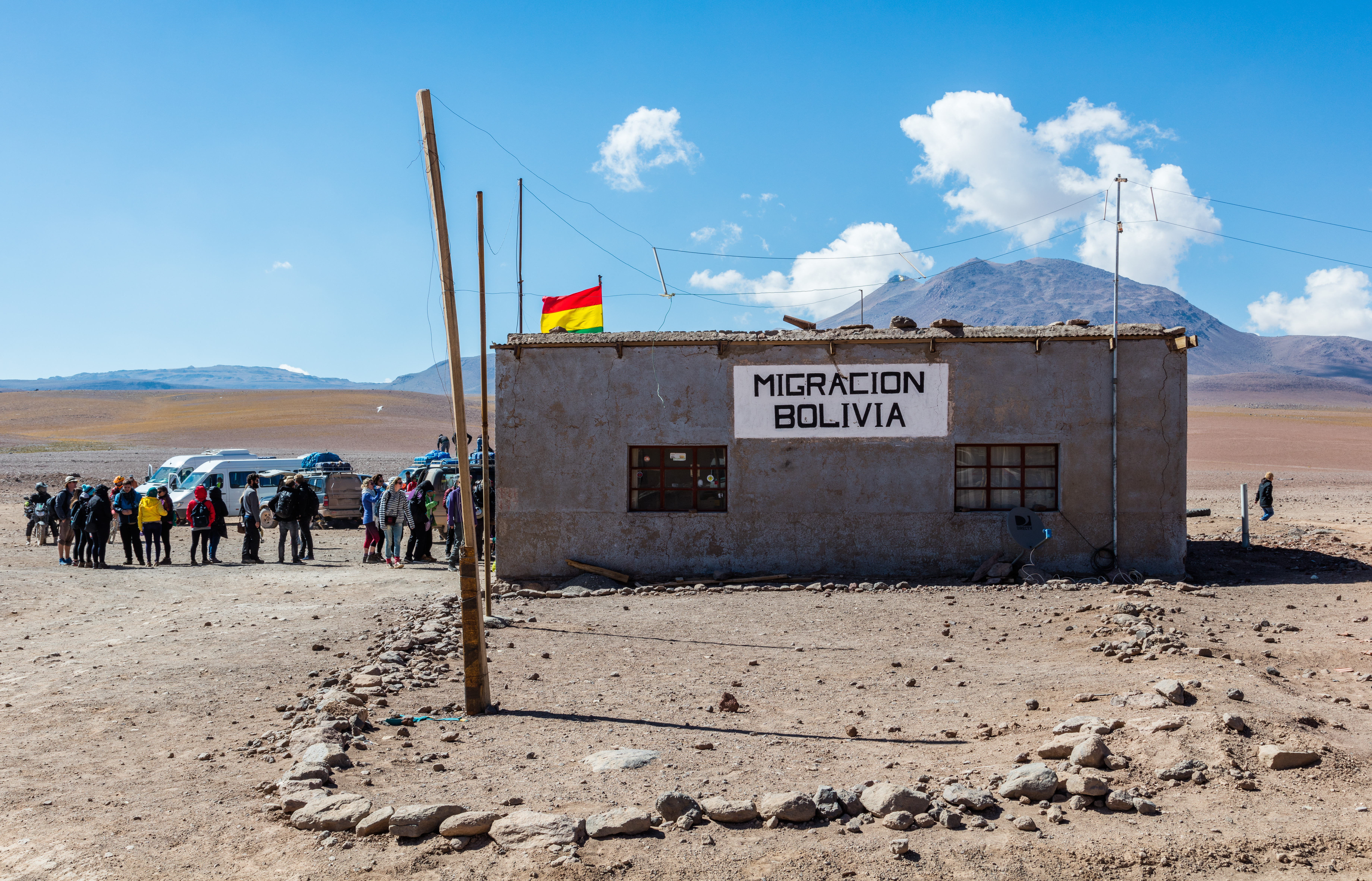
Imagen del paso fronterizo de Bolivia con Chile.

El Antibolivianismo  hace referencia al resentimiento, antipatía y hostilidad hacia los bolivianos basado en una combinación de prejuicios de tipo histórico, cultural y político. Considerado a la vez una propaganda negativa del país basada en estereotipos como una nación fracasada y resentida, principalmente de acuerdo a la visión de algunos de sus vecinos países. 
Se expresa como contratendencias en corrientes nacionalistas de países como Chile y Perú, por el suceso  de la guerra del Pacífico de 1879 y en menor medida como reacción contra la inmigración boliviana a Argentina. Dentro de la misma Bolivia, también existe el antibolivianismo como en algunas comunidades indígenas, principalmente como el concepto que tenía el dirigente y político indígena Felipe Quispe, dando a conocer su postura de que no nació en Bolivia sino en el Kollasuyo, y sobre todo también por algunos habitantes del Departamento de Santa Cruz, con la denominación de Nación Camba.

## Historia
Existe una leyenda llamada «Bolivia no existe», relacionado con la muerte de la reina Isabel II de Inglaterra, en la que se ha recordado a muchos una famosa historia que ronda desde el siglo XIX sobre el día en que el expresidente de Bolivia Mariano Melgarejo  enfureció a la monarquía británica. Según Galeano, el dictador Melgarejo había obligado al embajador de Inglaterra a beber un barril entero de chocolate. Sin embargo el embajador británico rechazó y por castigo, Melgarejo le obligó a beber un vaso de chica, esto por generar el desprecio.
Según el diario El País de Madrid, relata en una columna de opinión escrita en 1985 que la reina Victoria, tras enterarse de la agresión que había sufrido el embajador, contempló una expedición de castigo para vengar la afrenta, pero que tras ubicar a Bolivia en un mapa y evaluar las dificultades y el costo de la misión la descartó por completo, sentenciando luego la famosa frase de que "Bolivia no existe".
Rompiendo este mito o leyenda de lo ocurrido, la verdadera historia de este conflicto no fue con Melgarejo sino con su antecesor Manuel Isidoro Belzu, que respondió de forma agresiva a una exigencia de la empresa británica Hogan para que se la indemnice por la expropiación de una rescatadora de barrillas de cobre en la localidad de Corocoro. Las rencillas que dieron origen luego a la famosa leyenda, que aún muchos dan por cierta.
A pesar de esta famosa leyenda, recientemente esta frase ha sido utilizada principalmente por muchos conservadores políticos del Perú, incluso por algunos usuarios peruanos en las redes sociales como una forma de adoctrinamiento. Debido a las acusaciones de apropiación de las danzas folclóricas y parte de la gastronomía boliviana. 

## Por país

### Argentina
Debido a la corriente migratoria boliviana hacia Argentina durante estos últimos años, parte de la población argentina empezó a agarrar desprecio y intolerancia en contra de estos.
En 2008, la justicia argentina condenó a 22 años de prisión a un policía por lesiones e intento de asesinato de un joven por el simple hecho de ser boliviano. La pena reflejó la agravante contemplada en la ley antidiscriminatoria 23.592, cuando el delito «sea cometido por persecución u odio a una raza, religión o nacionalidad».
Un buen ejemplo sobre la xenofobia que viven los bolivianos en Argentina, es que bajo el lema de «No se olviden de Marcelina», la comunidad boliviana en Argentina denuncia el asesinato por motivos racistas de Marcelina Meneses y su hijo Josua Torrez de 10 meses de edad, empujados de un tren en movimiento cerca de la estación de Avellaneda, el 10 de enero de 2001. Posteriormente, tras un accidente en Bajo Flores en medio de un noticiero local se emitió una placa que decía «Fallecen 2 personas y 1 boliviano». Esa placa roja es recordada como una anécdota dentro de la prensa nacional argentina, pero también como un ejemplo aquello a lo que suele ocurrir cuando se habla de los migrantes de países limítrofes a Argentina.
Otro ejemplo de la amplia difusión de la discriminación contra las comunidades bolivianas, es que el 8 de marzo de 2009 mientras se jugaba un partido de fútbol entre Independiente y Boca Juniors cuando en el entretiempo la hinchada de Independiente comenzó a flamear banderas de Bolivia y Paraguay. Debido a esto, se empezó a tildar de manera peyorativa a los hinchas de boca como «bolivianos», hecho que fue intensificado por hinchadas rivales como la de River Plate, San Lorenzo de Almagro y Racing de Avellaneda.
Originalmente, el INADI pidió que se sancionara al Club Atlético Independiente por infringir el Artículo N°88 del reglamento (acto de xenofobia) y que se sancionara al árbitro Sergio Pezzotta por no detener el inicio del segundo tiempo del partido a pesar de la exhibición de las banderas. El hecho ofendió a los diplomáticos de Bolivia y Paraguay, quienes también se comunicaron. Finalmente, la misma dirección del club se disculpó por los hechos, tuvo una reunión con el INADI y prometió tomar medidas para identificar y sancionar a los responsables.
Posteriormente, en un partido de la Copa Nissan Sudamericana entre Vélez Sársfield y Boca Juniors el árbitro Saúl Laverni detuvo el partido por unos minutos porque la hinchada de Vélez cantaba canciones racistas contra Boca, en la cual se expresaba que los hinchas de Boca eran todos de Bolivia y Paraguay. En 2013, el superclásico del fútbol argentino tuvo que ser detenido, por nuevamente, cánticos racistas, esta vez por parte de los barras bravas de River Plate.
En 2016 el senador justicialista Miguel Ángel Pichetto fue criticado por racismo debido al modo en que se refirió a los inmigrantes que provenían de Bolivia y Perú, declaraciones que le valieron el repudio de las autoridades de Bolivia, a través del cónsul de ese país en Buenos Aires. En 2023, una conductora de TN, previo a un concierto de Taylor Swift por el Eras Tour, hizo un comentario hacia una boliviana haciendo referencia a que «Taylor Swift no iría a Bolivia» y que por eso «ella venía», aunque posteriormente la chica entrevistada aseguró que ella residía en Argentina. En 2024, se viralizó un video donde se observaba a un grupo de jóvenes argentinos realizando comentarios racistas en contra de empleados dentro de un restaurante en Necochea.
En enero de 2025, el gobierno argentino propuso la idea de construir una reja de alambre en la frontera con Bolivia (similar al muro de Trump en la frontera México-Estados Unidos).

### Chile
Con Chile, Bolivia de manera políticamente ha tenido hasta la fecha grandes diferencias. Una de ellas es sobre es sobre la guerra del Pacífico. Si bien muchos historiadores de ambos países, han tenido varias contradicciones. Según la versión chilena el   presidente Hilarión Daza ordenó el impuesto de los 10 centavos, más adelante el gobierno boliviano, al igual que el Perú, expulsó a ciudadanos chilenos a su país en 1879, hechos que generaron la guerra del Pacífico. Fue adoptada la Bandera de la Reivindicación Marítima en 1966 y compuesto el Himno al Litoral en 1979. El himno chileno es abucheado en Bolivia, previo a los partidos de fútbol entre las selecciones absolutas.
En 2006, el expresidente Evo Morales (2006-2019) reinicia el tema de una salida al mar soberana para Bolivia con una demanda ante la Corte Internacional de Justicia en 2013 y calificó a Chile como el «Israel latinoamericano» en 2015. Promulgó la Constitución de Bolivia de 2009, que incluye un capítulo sobre la reivindicación marítima. Creó la Dirección Estratégica de Reivindicación Marítima en 2011, que instó en 2012 a todos los medios de comunicación a iniciar y terminar sus emisiones con el Himno al Litoral para «fortalecer la conciencia marítima del país en retornar, nuevamente, a las costas del Océano Pacífico, con los que nació Bolivia a la vida independiente». Durante una cumbre del Grupo de los 77 realizada en Santa Cruz de la Sierra en 2014, el gobierno boliviano regaló a los asistentes un reloj de escritorio con la forma de Bolivia que incluía el antiguo Departamento del Litoral, actual Chile. El canciller boliviano, David Choquehuanca, mencionó: «Nos tiene que recordar que nuestro mar es irrenunciable. Tenemos que recordar eso todos los días, todas las horas, todos los minutos».
En 2022, el abogado chileno José Rodríguez señaló: «La cosa es compleja para los bolivianos, que no están lanzados en esta beligerancia antichilena de Evo Morales. Hay dos grandes grupos históricos en Bolivia: los recuperacionistas, que son los que quieren una pelea a como dé lugar y los pragmáticos, que quieren tener una gran negociación con Chile mientras se desarrollan», y el diputado boliviano José Manuel Ormachea, refiriéndose al exvicepresidente Álvaro García (2006-2019), comentó: «¿Cómo puede alguien que odia a Chile ser el gurú del presidente de Chile?», ya que Gabriel Boric lo reconoció como su referente político-intelectual.
Según de los principales motivos de la disputa sería la eventual que viene desde la conquista y colonización española en América, una contradicción contenida en la Recopilación de Leyes de Indias de 1680, en la cual la ley IX del título XV (De las Audiencias y Chancillerias Reales de las Indias), del libro II, expresa que el territorio jurisdiccional de la Real Audiencia de Charcas tenía costas en el mar del Sur, esto es, en el océano Pacífico, mientras que la ley V, del mismo título y libro, hace colindantes a los territorios jurisdiccionales de las Reales Audiencias de Lima y de Santiago de Chile, lo cual no sería posible si la Audiencia de Charcas se interponía alcanzando el mar al norte del territorio jurisdiccional de la Audiencia de Chile.
La creación del Virreinato del Río de la Plata implicó que el territorio de Charcas pasase a ese nuevo virreinato en 1776. Posteriormente, la Real Ordenanza de Intendentes de Ejército y Provincia de 28 de enero de 1782 dividió el Virreinato del Río de la Plata en ocho intendencias, creando entre ellas la Intendencia de Potosí sobre parte del territorio jurisdiccional de la arquidiócesis de Charcas, incluyendo a Atacama con la categoría de partido. En 1783 se creó nuevamente la Real Audiencia de Buenos Aires reemplazando la jurisdicción de la Audiencia de Charcas por el sur.
A finales del siglo XX, tras la demanda marítima en la década de 1970, el 17 de marzo de 1978, Bolivia rompió relaciones diplomáticas con Chile y desde esa fecha hasta la actualidad, ambos países solamente mantienen relaciones a nivel consular (sin embajadas). La causa de que Bolivia haya roto las relaciones con Chile el año 1978, se debió al fracaso de las negociaciones territoriales que buscaban una solución a la mediterraneidad boliviana.
Los bolivianos, al igual que otros inmigrantes como peruanos, colombianos, venezolanos y entre otros, según la fuente chilena La Tercera, son los más discriminados donde han llegado ha considerar que existe el antibolivianismo principalmente en el norte del país.

### Perú

La Confederación Perú-Boliviana, proyecto que destapo ciertos recelos antiperuanos en la población boliviana.

Históricamente, las relaciones entre Perú y Bolivia han sido turbias y contradictorias, habiendo intentos de re-unificación y alianzas

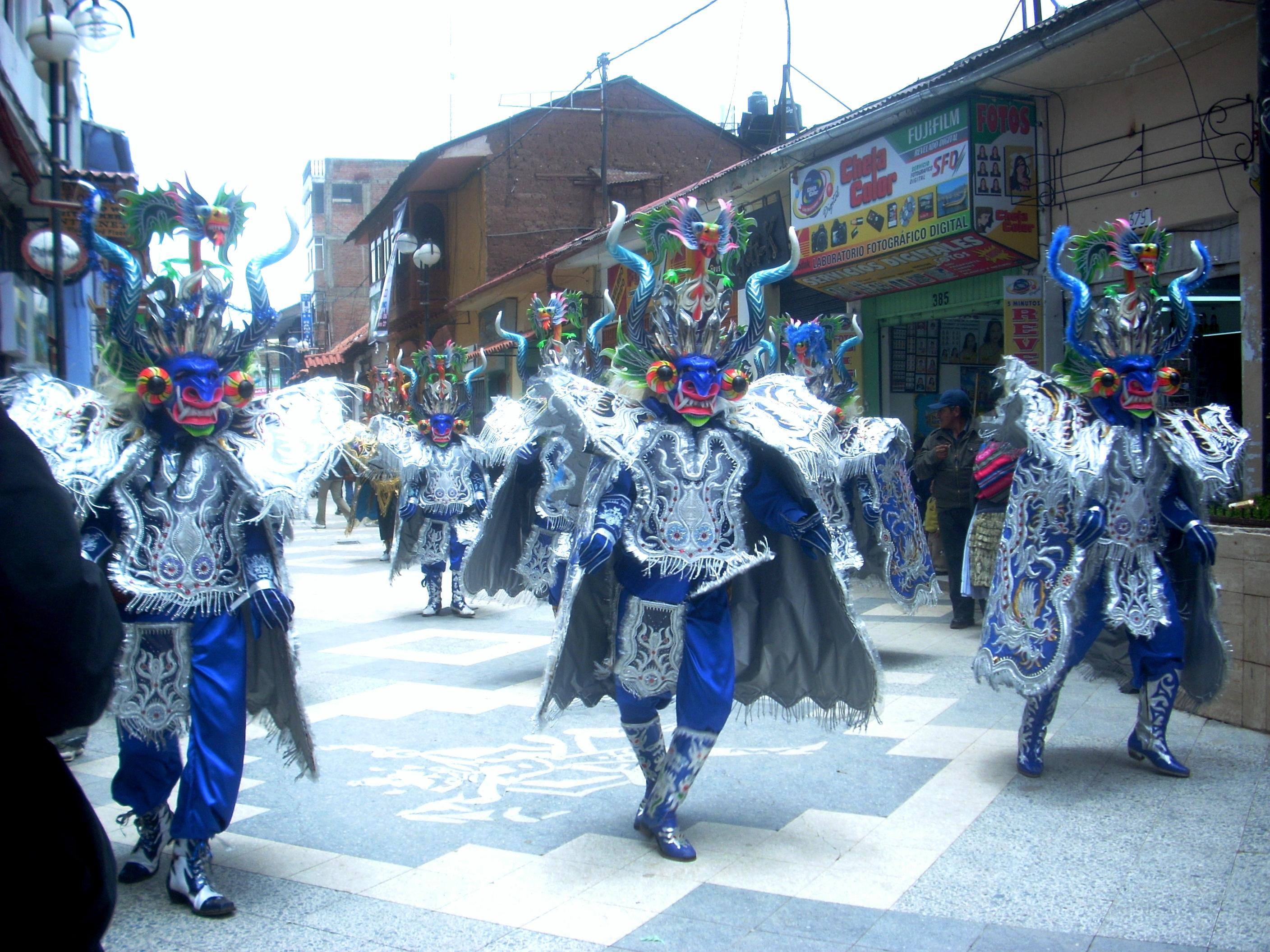
Peruanos realizando la danza de la diablada, la cual Bolivia reclama como Patrimonio exclusivamente suyo.

A pesar de que las relaciones diplomáticas entre Bolivia y Perú son buenas y óptimas, al igual que el antiperuanismo, también por algunos de sus ciudadanos ha generado un antibolivianismo en el país incaico. Han existido diferentes motivos históricos, una de ellas habiendo intentos de re-unificación y alianzas entre ambos países por semejanzas étnicas y culturales, así como también una serie de conflictos que han marcado a ambas poblaciones, particularmente la Batalla de Ingavi que es vista como la guerra fundacional de Bolivia y que ha impactado en el imaginario boliviano una tendencia de ver al Perú como una nación expansionista que atenta contra su soberanía y que siempre se opone a los intereses bolivianos desde los tiempos de la colonia,
Hasta la fecha, algunos ciudadanos y sobre todo políticos conservadores peruanos consideran a Bolivia como una nación artificial creada por Simón Bolívar, una provincia rebelde, un país ficticio que no existe, un país sin identidad y un país traidor en la guerra del Pacífico por abandonar al Perú contra Chile. 
Uno de los motivos recientemente también es la disputa de las danzas folclóricas como del Carnaval de Oruro y el Carnaval de Puno. Donde los defensores del folclor boliviano acusaron de plagio al vecino país del Perú en declarar como suyas, en algunos casos admitiendo que todas esas danzas bolivianas son peruanas. Lo que ha llevado en la ciudad de Puno, que algunas personas en sus cuentas de Tik Tok difundan la quema de la bandera de Bolivia.
Lo mismo en el sistema educativo boliviano, considerándole como mediocre, principalmente basándose en la reforma que hizo el expresidente de Bolivia Evo Morales desde que llegó al poder en 2006, principalmente aplicado en los colegios o escuelas fiscales como particulares.
Algunos ultranacionalistas y políticos conservadores del Perú, al denominar que Bolivia fue parte de Perú es utilizar el hecho histórico de la entidad territorial del Virreinato del Perú creada en 1542, que era una provincia de ultramar del Imperio Español. Lo mismo de Alto Perú, un apodo nombrado por algunos entusiastas cuando se creó la  Real Audiencia de Charcas y que pasó en su momento a formar parte del Virreinato del Río de la Plata desde su creación en 1776, este nombre que no era oficial y que sin embargo fue nombrado en el acta de independencia de Bolivia, que sólo hacía referencia a la parte más occidental de la actual Bolivia y no tanto a la parte oriental. 
Lo mismo al utilizar la parte histórica del Imperio inca denominado también el Tahuantinsuyo, que sólo ocupó el actual Bolivia menos del 30% de la parte occidental en las regiones andinas y subandinas, si bien antes del imperio inca la Cultura tiahuanaco que surgió en el actual territorio de Bolivia, era un reino y que en su momento también fue un imperio que se había extendido todas las regiones andinas de Bolivia y hasta las costas del Pacífico como la parte sur de Perú y norte de Chile y Argentina. Si embargo durante los reinados de ambos imperios y antes de la llegada de los conquistadores españoles, tanto Perú como Bolivia y el resto de América del Sur no existía conceptos de provincias y mucho menos de nación soberana e independiente.

### En otros países
El antibolivianismo también puede notarse en otros países fuera de Sudamérica aunque de menor medida, uno de ellos aunque de manera aislada es en España como cualquier inmigrante de Hispanoamérica. Aunque uno de los prejuicios más notable hacia Bolivia fue en 2024, cuando el exjugador del Barcelona Gerard Piqué se pronunció en una entrevista diciendo «¿Quién va a Bolivia?», esto ocurrió cuando la cantante argentina María Becerra en un directo de Twitch sobre la Kings League, había anunciado sus giras de conciertos, en la que nombró al país sudamericano. Se dice que el sarcasmo del exfutbolista catalán hacia Bolivia, era para desquitarse de la ex niñera de sus hijos que era de nacionalidad boliviana llamada Lili Melgar, quien ayudó a descubrir a la cantante colombiana Shakira la infidelidad de Piqué cuando eran pareja.
En los Estados Unidos también se da lo mismo como cualquier migrante latinoamericano hacia los bolivianos. Antes de la subida del partido de izquierda del MAS encabezada por Evo Morales, ya existía grandes diferencias entre Bolivia y Estados Unidos, como de promover la erradicación y la defensa de la hoja de coca principalmente de la región del Chapare. Lo que ha provocado un estereotipo negativo de los bolivianos residentes por algunos ciudadanos estadounidenses.
En México, durante un programa noticiero en línea emitido en marzo de 2024, previo a la Copa América 2024, se emitió un comentario en contra de la selección boliviana por parte de un presentador, este decía «Jugar contra Bolivia, es como jugar contra unos troncos»  en forma de burla.
En las redes sociales se suele desprestigiar la gastronomía y el turismo de Bolivia, donde algunos influencers en las redes sociales tratan de minimizar a Bolivia como un país inferior a otros. Por medio de servicios en línea de intercambio de videos cortos como Instagram Reels o TikTok, varias cuentas trol suelen compartir videos de youtubers (como IShowSpeed o Luisito Comunica) no pasando una muy buena experiencia en Bolivia. De igual manera, en ciertos sectores de internet, se suele hacer burla de manera peyorativa sobre la pérdida del mar boliviano durante la guerra del pacífico.